# Cinemascope (album)
Cinemascope – album muzyczny w stylu fusion (jazz-rock) nagrany przez niemieckiego pianistę Joachima Kühna oraz towarzyszących muzyków w Conny's Studio w maju 1974. LP wydany został przez niemiecką wytwórnię MPS w 1974.
Podczas sesji muzykowi towarzyszył niemiecki gitarzysta Toto Blanke (z którym grał w Association P.C.) oraz amerykańska sekcja rytmiczna: John Lee i Gerry Brown. W nagraniu utworu „One String More” uczestniczył polski skrzypek jazzowy Zbigniew Seifert (zaproszony później przez Kühna do nagrywania innej jego płyty Springfever). Duży udział w powstawaniu albumu miał starszy brat Joachima – Rolf Kühn.

## Muzycy
- Joachim Kühn – fortepian, fortepian elektryczny, saksofon altowy
- Toto Blanke – gitara elektryczna
- Gerry Brown – perkusja, instrumenty perkusyjne
- John Lee – kontrabas, gitara basowa

gościnnie
- Zbigniew Seifert – skrzypce elektryczne (w "One String More")
- orkiestra smyczkowa pod dyr. Rolfa Kühna

## Lista utworów
Strona A
| 1. | „Zoom – Part 1” (Joachim Kühn , Toto Blanke) | 5:26  |
|    |                                              |       |
| 2. | „Zoom – Part 2” (Joachim Kühn , Toto Blanke) | 3:44  |
|    |                                              |       |
| 3. | „One String More” (Joachim Kühn , John Lee)  | 8:18  |
|    |                                              |       |
| 4. | „Vibrator” (Joachim Kühn)                    | 2:16  |
|    |                                              |       |
|    |                                              | 19:44 |
|    |                                              |       |
Strona B
| 1. | „Travelling – Part 1” (Joachim Kühn , Rolf Kühn) | 5:10  |
|    |                                                  |       |
| 2. | „Travelling – Part 2” (Joachim Kühn , Rolf Kühn) | 6:27  |
|    |                                                  |       |
| 3. | „Success” (Joachim Kühn)                         | 5:06  |
|    |                                                  |       |
| 4. | „Black Tears” (Joachim Kühn)                     | 5:16  |
|    |                                                  |       |
|    |                                                  | 21:59 |
|    |                                                  |       |

## Opis płyty
- produkcja – Joachim Kühn, Rolf Kühn
- aranżacja – Rolf Kühn
- inżynier nagrań – Conny Plank
- projekt okładki (autor obrazu) – Gabriele Laurenz
- projekt okładki, zdjęcia – Bernhard Wetz